# Kialo
Kialo ist eine Online-Debattenplattform mit Argumentenkarten in Baumstruktur. Das kollaborative Argumentationstool kann für ein besseres Verständnis unterschiedlicher Standpunkte und Gruppenentscheidungsfindung genutzt werden, wobei Argumente für und gegen Behauptungen strukturiert unter von Benutzern eingereichten Thesen oder Fragen angezeigt werden.

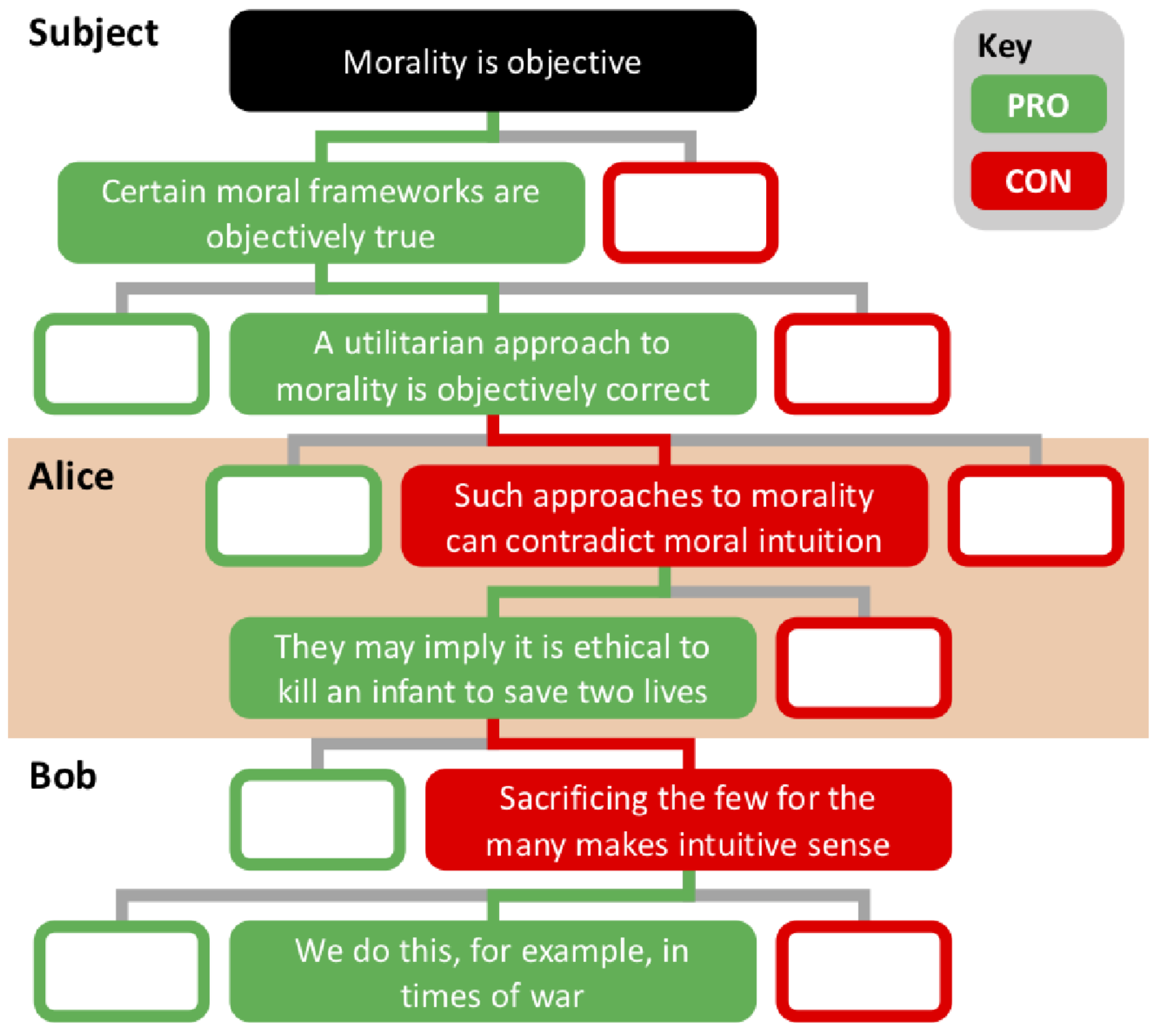
Kialo-Debattenbaumschema mit einem Beispielpfad hindurch.

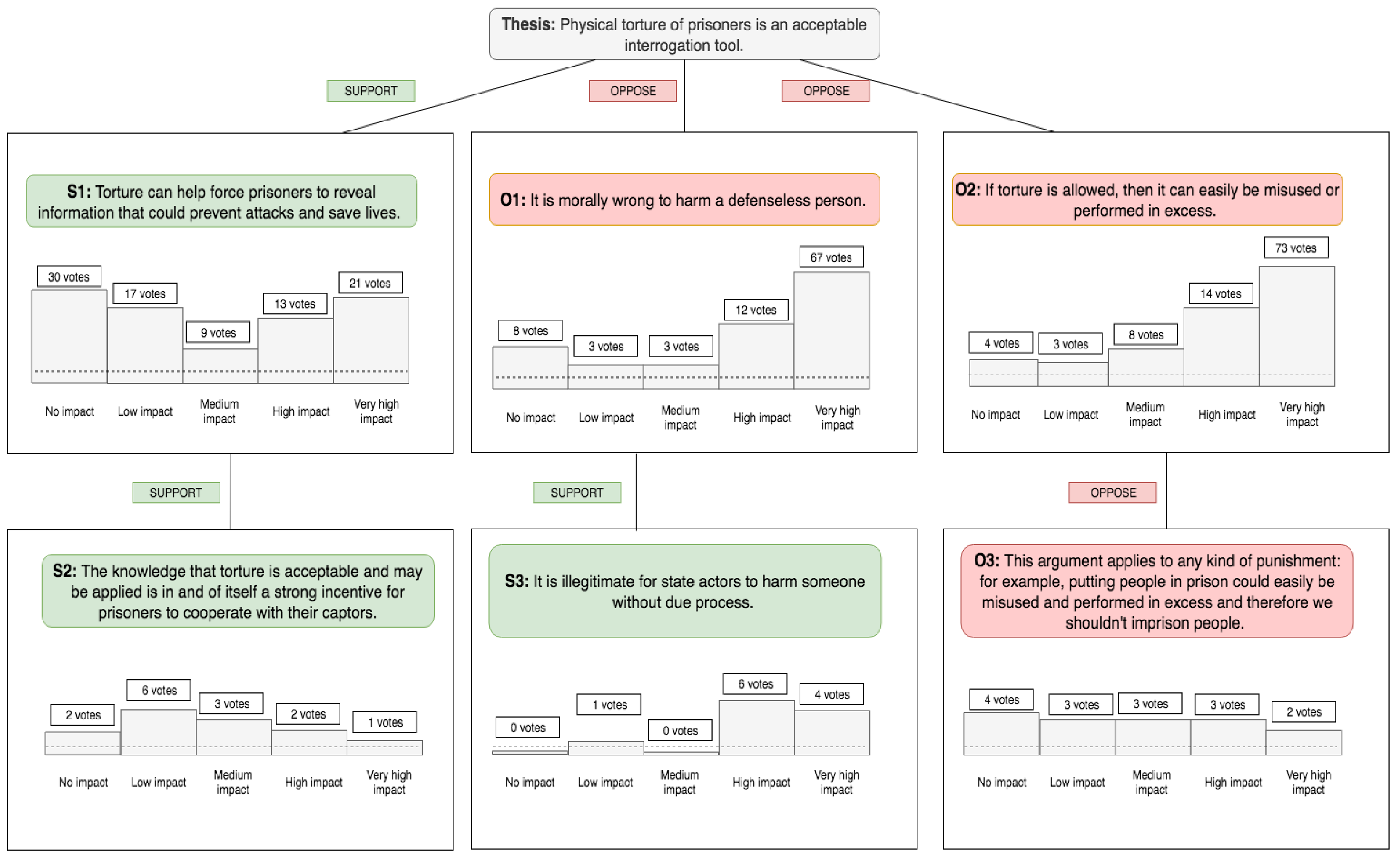
Beispiel eines partiellen Argumentationsbaums mit Behauptungen und entsprechenden Wirkungsstimmen für Argumente innerhalb der gegebenen Argumentationslinie, eine Form der kollektiven Bestimmung von Argumentgewichten, die auf der Plattform verwendet wird

Die Diskursplattform ist darauf ausgelegt, Hunderte von Pro- und Kontra-Argumenten in einer dynamischen Struktur darzustellen. Rationale zivilisierte Debatten zu Themen wie philosophischen Fragen sind auch in Debatten über kontroverse Themen zu sehen. Die Plattform fördert durch ihr Design einen rigorosen und unvoreingenommenen Dialog. Autoren, die Behauptungen aufstellen, verfassen oft auch Gegenargumente zu ihren eigenen Beiträgen. Argumente müssen kürzer als 500 Zeichen sein und können auf externe Quellen verweisen.
Argumentationsbäume sind in hierarchische Zweige gegliedert, deren Wurzel die Hauptthese(n) der Debatte bildet. Dies ermöglicht Deliberation und navigierbare Debatten gegensätzlicher Perspektiven. Die Argumentation unter einer These ist in zwei Spalten unterteilt, Pro (unterstützend) und Kontra (widerlegend oder abwertend), in denen registrierte Benutzer Argumente hinzufügen und deren Einfluss auf die Gewichtung oder Gültigkeit der übergeordneten Behauptung bewerten können. Die Argumente sind nach dem Bewertungsdurchschnitt sortiert, was dazu führen soll, dass die stärksten Argumente oben angezeigt werden.
Die Baumstruktur ermöglicht eine detaillierte Prüfung von Behauptungen auf allen Ebenen des Baums und ermöglicht es Nutzern beispielsweise, schnell zu verstehen, warum eine Entscheidung getroffen wurde oder welche der dort gesammelten Argumente diese am meisten beeinflusst haben. Neueinsteiger können jederzeit an einer Debatte teilnehmen, den strukturierten Diskussionsverlauf einsehen und sich dann an der richtigen Stelle mit ihrem neuen Argument oder ihrem Kommentar zu einem bestimmten Argument einbringen. Das Design gibt den Debatten eine Struktur vor, „die es den Teilnehmern ermöglicht, die vielen Facetten konkurrierender Behauptungen leicht zu erkennen, zu verarbeiten und schließlich zu bewerten“. Das Wort Kialo ist Esperanto und bedeutet „Grund“ im Sinne einer Begründung für etwas. Die Plattform ist die weltweit größte Website für Argumentationsmapping und strukturierte Debatten.

## Übersicht
Debattenbäume können auch mit mehreren Thesen beginnen – wie z. B. verschiedene politische Handlungsoptionen oder Hypothesen. Behauptungen können auf verwandte Debatten verweisen oder Ausschnitte davon enthalten. Im Diskussions-Tab jeder Behauptung können Nutzer Änderungsvorschläge machen (z. B. zur Genauigkeit oder Verbesserung der Quellen oder Änderung des Umfangs), entscheiden, ob das Argument verschoben oder in einen anderen Zweig kopiert werden soll, die Archivierung einer Behauptung fordern und zusätzliche Beweise oder Klarstellungen anfordern.
Debatten können umfangreich und komplex werden – die interaktive Sunburst-Visualisierung oberhalb der Debatte und die Suchfunktion können daher nützlich sein. Jede Debatte verfügt außerdem über ein Chatfenster. In Fällen, in denen z. B. ein „Kontra“ ein Punkt gegen mehrere der „Pros“ ist, können Nutzer diese Argumente – mit der Hilfe von Moderatoren – an den entsprechenden Stellen verknüpfen, um Inhaltsduplizierung zu vermeiden oder eine klare Argumentationskette zu ermöglichen, bei der verständlich ist, welche Punkte welche Argumente adressieren. Zu den Gamification-Elementen gehört eine Funktion, mit der Nutzer für ihre Beiträge gedankt werden können.
Die Funktion „Perspektiven“ ermöglicht es Nutzern, die „Impact“-Bewertungen von Befürwortern und Gegnern einer These sowie von Moderatoren und einzelnen Teilnehmern der Debatte einzusehen. Dadurch können Teilnehmer eine Debatte aus der Perspektive anderer Teilnehmer betrachten mit einer Sortierung der Argumente, die deren Bewertungen entspricht. In der Kialo-Version Kialo Edu können Lehrkräfte mit dieser Funktion Stimmen für eine ganze Klasse, einzelne Personen oder Befürworter/Gegner einer bestimmten These anzeigen. Benutzer beider Versionen von Kialo können über das allgemeine Debattenthema sowie über einzelne Behauptungen abstimmen, um ihre Perspektiven oder Schlussfolgerungen auszudrücken, mit der Begründung (d. h. die wichtigsten kausalen Argumente), warum sie für die Richtigkeit der These gestimmt haben, da diese nicht erfasst wurde. Die Abstimmung kann von jedem registrierten Benutzer in einer Debatte mit aktivierter Abstimmung oder über die Benutzeroberfläche des Abstimmungsassistenten erfolgen, die den Nutzer automatisch durch die einzelnen Zweige führt.

## Inhalt

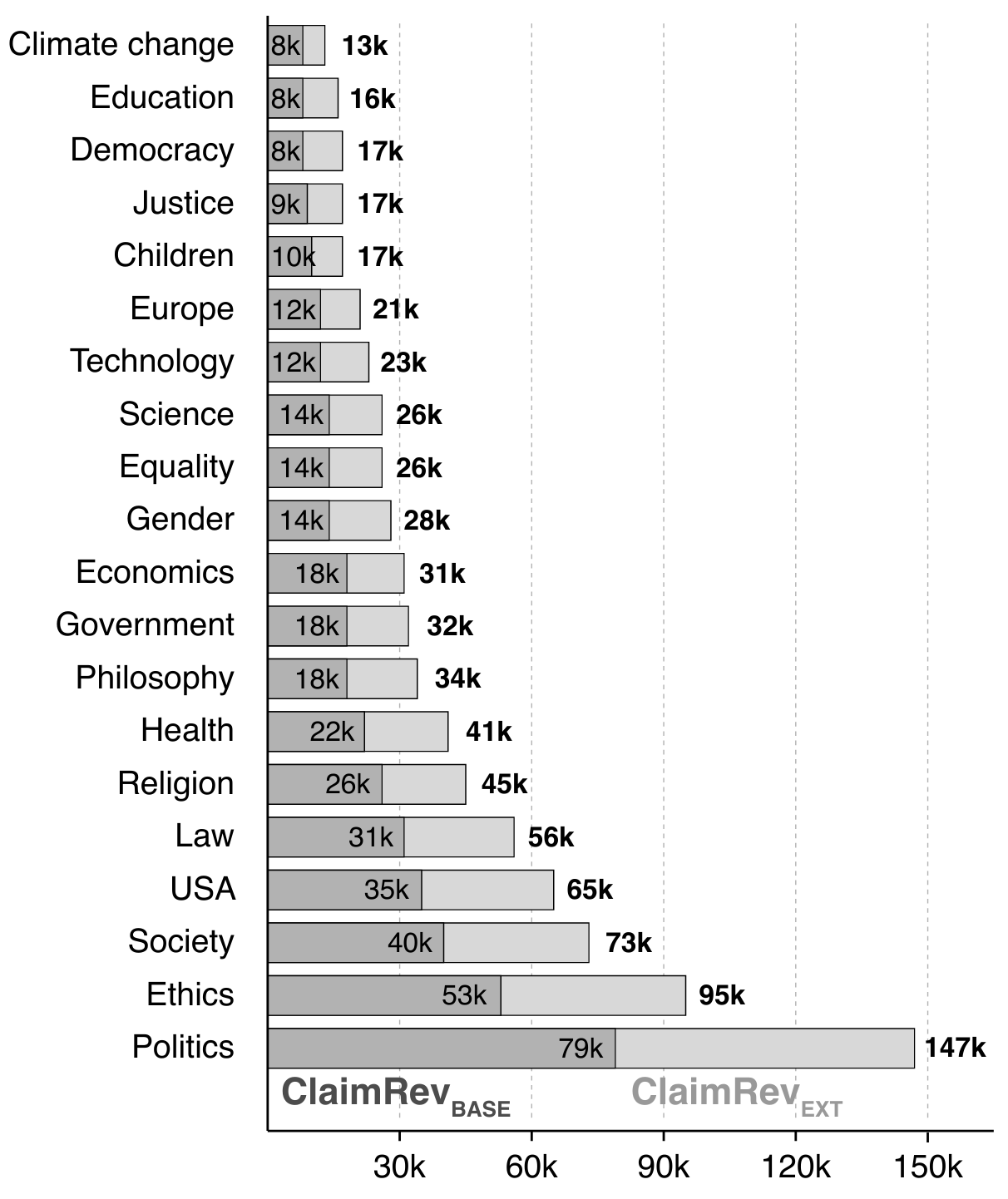
Diagramm, das grob die Anteile der Website-Inhalte pro Top-Debattenkategorie zeigt; jedes Argument kann überarbeitet werden, und das Diagramm zeigt die Anzahl der Revisionen in jeder Kategorie, die ungefähr widerspiegeln, welche Kategorien am aktivsten und/oder am ausführlichsten diskutiert werden.

Ein Bericht aus dem Jahr 2018 gab an, dass die kollaborative Argumentationsplattform mehr als 10.000 Debatten in verschiedenen Sprachen beinhaltet. Sie bietet auch die Option für private Debatten an. Die Website gibt an, dass sie zum Stand Juli 2023 über 18.000 öffentliche Debatten sowie über eine Million Stimmen und über 720.000 Behauptungen (Claims bzw. Argumente) verzeichnete. Debatten können über die interne Suche der Website und bis zu sechs Tags pro Debatte gefunden werden.
Debatten können als CSV Dateien exportiert werden. Preprint-Studien haben öffentliche Debatten zu über 1400 Themen mit über 130.000 Stellungnahmen (Stand: Oktober 2019) erfasst. Bis zum 26. Juni 2020 wurden 1628 Debatten zu über 1120 Kategorien mit 124.312 Einzelaussagen erfasst.

## Kialo Inc.
Die Website wird von Kialo Inc. betrieben. Die Webseite wurde im August 2017 vom deutschstämmigen Unternehmer und Absolventen der London School of Economics and Political Science Errikos Pitsos gegründet. Das Unternehmen hat Sitze in Brooklyn und Berlin. Einem Bericht aus dem Jahr 2018 zufolge schaltet die Website keine Werbung und verkauft keine Nutzerdaten. Das gewinnorientierte Unternehmen wurde 2011 gegründet. Pitsos begann 2012 mit der Entwicklung des Konzepts und beschrieb 2014 verschiedene Einzelheiten des Systems. 2018 erklärte er, dass sie beabsichtigen, Geld zu verdienen, indem sie die Plattform als Beratungs- und Entscheidungshilfe Unternehmen anbieten. Die Nutzung der Website ist für die Öffentlichkeit und im Bildungsbereich kostenlos. Laut der Website ist Kialo.com zum Stand 2023 eine nicht umsatzgenerierende Website ohne Werbung und ohne Weiterverkauf von Benutzerdaten.

## Nutzung
Lehrkräfte und Professoren, insbesondere an weiterführenden Schulen – darunter die Universitäten Harvard und Princeton – nutzen oder nutzten Kialo für Unterrichtsdiskussionen und Übungen zum kritischen Denken und Argumentieren, für die Vertiefung des Verständnisses der in den letzten Kursen behandelten Materialien, nützliche und ansprechende Lernerfahrungen, Fern-/E-Learning, zum Aufklären von Fehlannahmen, zum Lehren logischer Fehlschlüsse und rationaler Argumentation, für akademischen Dialog, Vermittlung von Medienkompetenz und um zu lehren ausreichend zu reflektieren oder recherchieren, bevor man online etwas postet. Wie für Debattierer der Hauptseite ist der Zugang für Schulen und Universitäten kostenlos. Kialo Edu ist die Version von Kialo, die speziell für den Einsatz im Klassenzimmer entwickelt wurde, wo Debatten privat und auf eingeladene Schüler beschränkt sind.
Die Plattform ermöglicht Lehrkräften, Schülern Feedback zu ihren Ideen, ihrer Argumentationsstruktur und der Qualität ihrer Recherche zu geben, während andere Schüler die Argumente ihrer Mitschüler bewerten können. Schülern kann die Möglichkeit gegeben werden, anonym zu diskutieren. Dies kann bei kontroversen Themen und zum Schutz der Privatsphäre im Bildungswesen hilfreich sein. Schüler werden oder können ermutigt werden, ihre Behauptungen mit Beweisen zu untermauern, was ihre digitale Kompetenz und ihre Recherchekompetenz fördern kann. Schüler und Lehrkräfte können die Plattform nutzen, um ihre Gedanken beim Verfassen von Aufsätzen oder Projekten zu ordnen.
Es gibt auch weitere Anwendungsbereiche oder mögliche Anwendungsbereiche etwa in der wissenschaftlichen Kommunikation.

## Rezeption
MakeUseOf kürte die Website 2022 zu einer der fünf besten „Debattierseiten für zivilisierte und logische Online-Meinungsdiskussionen“ und 2019 zu einer der über 100 besten Websites im Internet
Qualität des Online-Diskurses
Die Website möchte ein Zentrum für zivilisierte Debatten sein, in dem Schreien, Unhöflichkeit und Irrationalität nicht erlaubt sind. Dies wurde als bemerkenswert in einem „Zeitalter des Trump-artigen Twitterns“ beschrieben. Der Gründer der Website erklärte, er habe schon früh bemerkt, dass das Internet „ideal für schlechte Gespräche ist, wobei die unverschämtesten Gespräche im Vordergrund stehen“, und er habe sich „gefragt, ob es nicht eine bessere Methode für den Online-Diskurs gibt“. Er behauptete, die Mission der Website sei es, „die Vernunft zu stärken und die Welt nachdenklicher zu machen“, und beschreibt Kialo als eine „Plattform, auf der sich Menschen mit gegensätzlichen Ansichten treffen und die Denkweise des anderen verstehen können“. Zum Stand 2023 gibt es große Bedenken hinsichtlich irrationaler oder durch Fehlinformationen angeheizte Debatten – so erklärte beispielsweise eine Forscherin, dass „Twitter weder als digitaler Marktplatz konzipiert noch gedacht“ war als Teil einer „funktionierenden Demokratie“ und geht damit auf Elon Musks Kommentare zu der Seite im Jahr 2022 ein. Stattdessen behauptet sie, es sei ein „Ort für Millionen von Bürgern geworden, aber nicht zu einem Marktplatz, auf dem Menschen zusammenkommen und diskutieren können“. Berichten zufolge bietet Kialo möglicherweise ein umfassenderes und komplexeres Bild der Realität als andere Websites, auf denen man „leicht in Echokammern von Gleichgesinnten gefangen bleiben, wo die eigenen Überzeugungen nie hinterfragt werden. Kialo bietet einen umfassenderen Blick auf die Realität, indem es die besten Argumente beider Seiten einer Debatte aufzeigt“.
Kommunikationsformate
Standard-Digitalformate wie z. B. ein Diskussionsforum „erlauben tendenziell nur eine lineare Abfolge von Argumenten in einem Diskussionsstromformat“. Auf vielen Websites machen „umständliche Kommentarthreads [oft] eine sinnvolle Diskussion unmöglich“ und „die Formate, die wir zur Kommunikation verwenden prägen die Art und Weise, wie wir kommunizieren“. Auf der Webseite tragen Benutzer zu einem Debattenbaum bei, anstatt sich mit argumentativen Kommentaren zu beteiligen.
Kialo eignet sich möglicherweise besser für Diskussionen, die relativ komplex und schwer zu visualisieren oder anderweitig zu überblicken sind. Es ermöglicht öffentliche Ideenfindung und strukturierte Interaktion zwischen verschiedenen Stakeholdern. Die Verlinkung auf unterstützende Belege wird empfohlen, ist aber nicht so streng vorgeschrieben wie beispielsweise bei Wikipedia. Kialo hat gegenüber strukturierten Wissensdatenbanken und Wikipedia den Vorteil, dass es viele diskutable Aussagen enthält; viele angegriffene Sätze sind subjektive Urteile, sodass faktenbasierte Wissensquellen nur begrenzt nützlich sein können. Argumentationsketten können von Anfang bis Ende verfolgt werden, mit relativ wenig Text, fast ohne Wiederholungen oder unerklärte Aussagen und ohne dass sie beispielsweise durch Beschimpfungen und richtungsloses Schimpfen entgleist werden. Online-Debatten sind so groß und erbittert geworden, dass realistischerweise niemand die Zeit hat, alles zu lesen und sich so ein Bild von den tatsächlich siegreichen Argumenten (Gewinnern) zu machen, nachdem alle Punkte abgewogen wurden. Es gibt Forschung darüber, wie man die siegreichen Argumente oder Argumentgewichte und die Gesamtschlussfolgerungen effizient berechnen kann. Darüber hinaus sind die Argumentationen auf der Website weniger flüchtig und repetitiv als Debatten in sozialen Medien – sie werden häufig über Jahre hinweg gelesen und aktiv mitgestaltet.
Kritik und aktuelle Einschränkungen
Zum Stand 2025 sind Debatten auf der öffentlichen Seite kaum noch aktiv. In einem Preprint heißt es: „Obwohl Kialo für die Skalierung konzipiert ist und daher nicht nur robust, sondern auch einfach und ansprechend zu verwenden sein muss, hat es sein Konzept der Argumentationsstruktur so sehr vereinfacht, dass nur noch sehr wenig Flexibilität übrig bleibt. Da es sich um ein kommerzielles Unternehmen handelt, sind seine Daten [nicht wiederverwendbar] und seine Plattform [nicht Open Source] ebenfalls geschlossen, was eine breite Anwendung an der Schnittstelle zwischen Wissenschaft und Politik erschwert.“
Eine Studie stellte fest, dass „Kialos Einfachheit einige Schwächen und Einschränkungen mit sich bringt“ und befand die Funktionalität aktueller Systeme, einschließlich Kialo, für die „Synthese von Argumenten“ als unzureichend. Eine Studie legt nahe, dass die Plattform so strukturiert ist, dass den Nutzern nicht genügend Möglichkeiten zur Verfügung stehen, etwas anderes zu tun, als einer Argumentation bzw. Seite zuzustimmen oder sie abzulehnen. Beispielsweise besteht nur die Möglichkeit, die Glaubwürdigkeit der Hauptthese zu bewerten, nicht aber konkrete Alternativen und nuancierte Kompromisse vorzuschlagen, wie etwa differenziertere Richtlinien oder die Angabe bedingter kritischer Überlegungen (z. B. Ausnahmen, Geltungsbereich und Einschränkungen) zur eigenen Bewertung der Glaubwürdigkeit der Hauptthese, welche in der Regel sehr kurz gehalten ist und selten überarbeitet wird.
Eine Studie weist darauf hin, dass die Argumente ohne Autorberechtigung in einer Debatte „an den Gatekeepern vorbei“ müssen, was in manchen Fällen problematisch sein kann, da die Überzeugungen und Werte der Moderatoren eine Rolle spielen können. Dies kann beispielsweise dazu führen, dass manche Nutzer das Gefühl haben, bestimmte Perspektiven (oder Argumente) würden von einer Debatte unrechtmäßig ausgeschlossen oder unangemessen positioniert (z. B. so dass sie nicht auf der für das Argument relevantesten Ebene sichtbar sind). Es kann Probleme bei der Formulierung und Positionierung der Argumente geben. So kann beispielsweise eine falsche Behauptung (mit oder ohne Quelle) zur Unterstützung einer These hinzugefügt werden, die dann erst durch eine spätere Gegenbehauptung mit dem Gegenteil untermauert wird. Dies kann zwar die „Impact“-Bewertung der ersten Behauptung verringern, wird aber nicht direkt auf der darüber liegenden Ebene als „Gegenargument“ angezeigt. Stattdessen ist in einem solchen Fall nur das falsche oder schwache unterstützende Argument auf der darüber liegenden Ebene sichtbar. Zudem ist es für die Abstimmung zur Wirkungsbewertung von Argumenten nicht erforderlich, die unten stehenden Argumente zu lesen, die dieses Argument adressieren. Die Abstimmung kann jedoch deaktiviert werden.